# Mateusz Pospieszalski
Mateusz Marian Pospieszalski (ur. 6 października 1965 w Częstochowie) – polski kompozytor, aranżer. Gra na saksofonach, fletach, klarnecie basowym, instrumentach klawiszowych, akordeonie, śpiewa (także techniką alikwotową – tzw. tybetański śpiew gardłowy). Członek Akademii Fonograficznej ZPAV.

## Życiorys
Pochodzi z wielodzietnej muzykalnej rodziny Pospieszalskich, jego rodzeństwo to: Jan, Karol i Marcin Pospieszalscy. Ma dwóch synów – Marka, który również gra na saksofonie, oraz Łukasza.

### Pierwsze kompozycje
Ja, czterolatek, na pianinie grałem sposobem, bo w naszym instrumencie były uszkodzone niektóre klawisze, dzięki czemu orientowałem się, gdzie mam uderzać. Potem, kiedy występowaliśmy w różnych domach kultury czy klubach studenckich, brat zamalowywał mi te klawisze, żeby było jak w domu. Z tych czasów pamiętam moją pierwszą, przedziwną kompozycję pt. Marsz psa Pluto.

### Kariera artystyczna

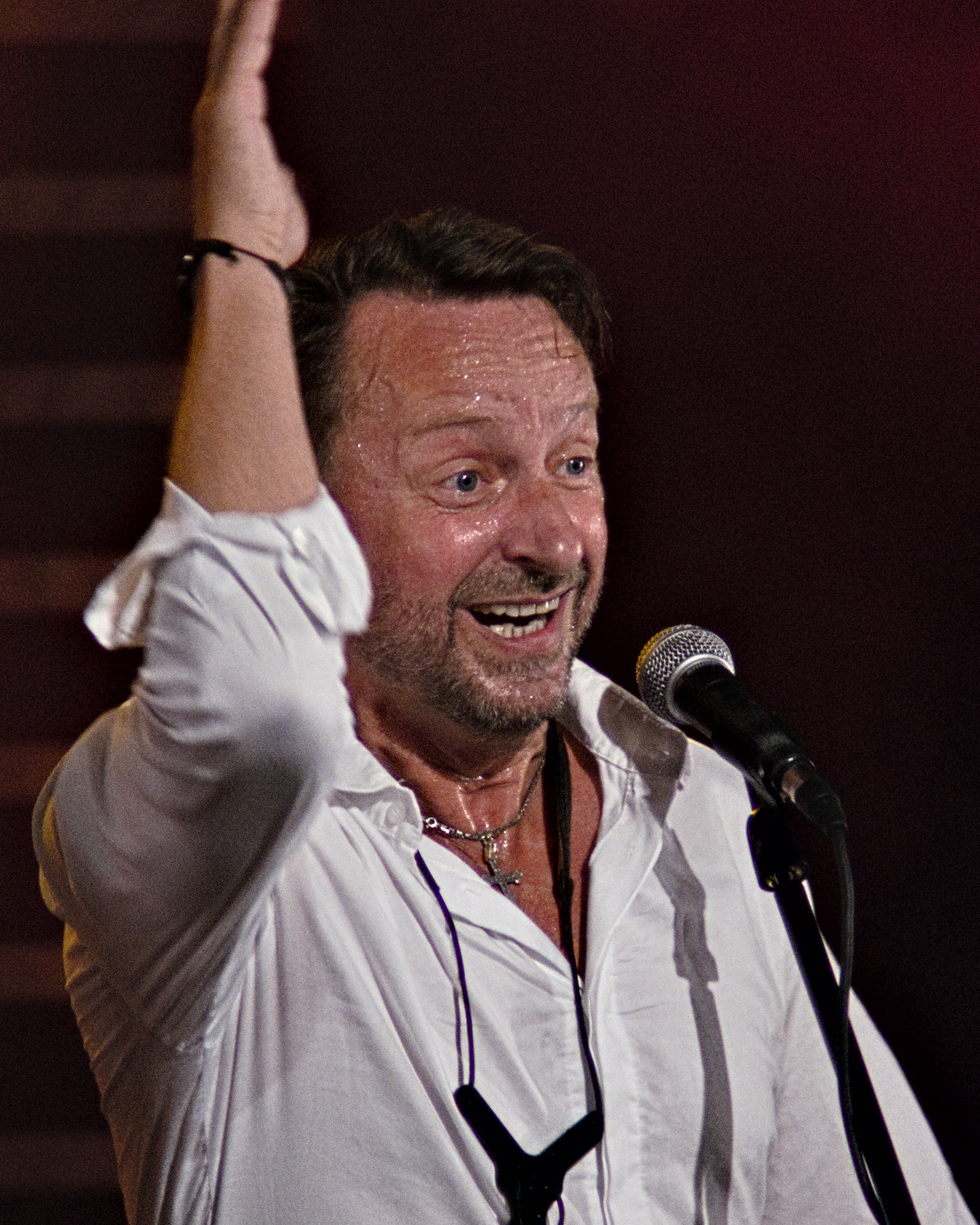
Mateusz Pospieszalski (2019)

Współpracował z zespołami: Śmierć Kliniczna, Maanam, Tie Break i Graal oraz Stanisławem Sojką i Anną Marią Jopek i Januszem Radkiem. Obecnie gra w zespole Voo Voo i współpracuje z zespołem YeShe oraz 2Tm2,3. W Voo Voo odpowiedzialny za instrumenty dęte, rozciągane i przeszkadzajki, czyli saksofony, flety, basklarnet, instrumenty klawiszowe, akordeon, bębenki itp. Jest producentem muzycznym i aranżerem płyt Justyny Steczkowskiej („Alkimja”, „Femme Fatale”), zespołu Zakopower („Musichal”, „Na siedem”) oraz Janusza Radka („Dziękuję za miłość”). Był kierownikiem muzycznym – wespół z braćmi – Janem i Marcinem – Koncertów Papieskich organizowanych w tzw. „Dniu Papieskim”. Pięciokrotnie był producentem muzycznym i aranżerem Koncertów Galowych na Przeglądzie Piosenki Aktorskiej we Wrocławiu (co udokumentowano płytami: „Nick Cave i Przyjaciele – W moich ramionach” oraz „Artyści piosenki. Kurt Weill”). W roku 2008 zasiadał w Jury II i III Etapu Konkursu Aktorskiej Interpretacji Piosenki na PPA.
Znany z wielu innych znaczących działań na polu muzycznych aranżacji dużych scenicznych przedsięwzięć dla telewizji. (m.in.: „Warszawo Ma” – koncert z okazji 59. rocznicy wybuchu Powstania Warszawskiego; „Pokój dla Czeczenii” i „Pytam o wolność” – Koncerty Solidarności z Narodem Czeczeńskim; „Honor jest Wasz Solidarni” – koncert z okazji 25. rocznicy powstania NSZZ „Solidarność” oraz – wespół z Janem i Marcinem – „Muzyka źródeł” – koncert galowy z okazji wejścia Polski do UE).

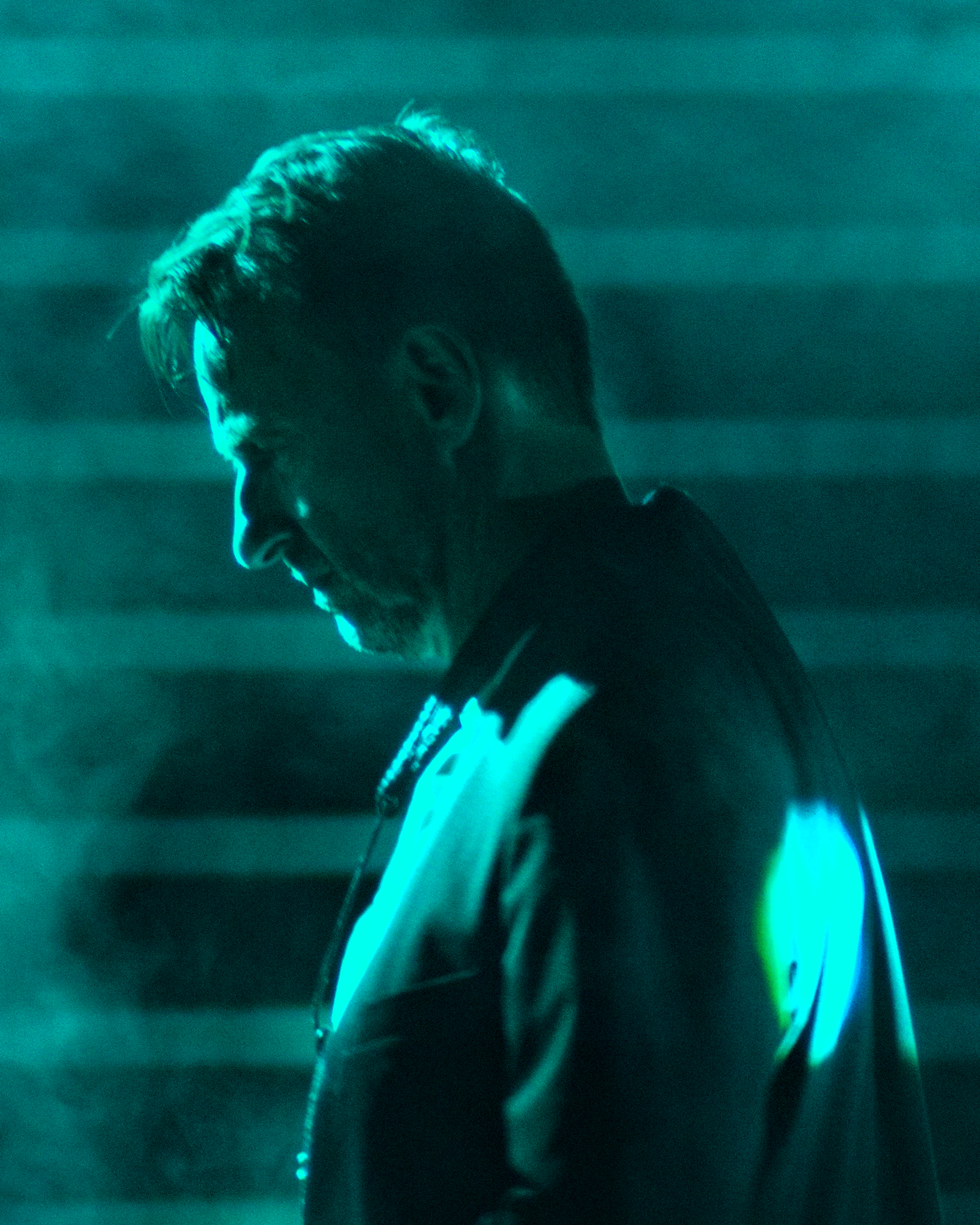
Mateusz Pospieszalski (2019)

Od lat komponuje dla filmu i teatru. Jest autorem muzyki do filmów fabularnych („Balanga” w reż. Łukasza Wylężałka, „Sezon na leszcza” w reż. Bogusława Lindy oraz: „Gorący czwartek”, „Farba”, „Co słonko widziało” w reż. Michała Rosy) także szeregu telewizyjnych animacji, przede wszystkim w reż. Krzysztofa Kokoryna. W roku 1994, za muzykę do „Gorącego czwartku” otrzymał nagrodę na Festiwalu Polskich Filmów Fabularnych w Gdyni. Muzykę do „Balangi” i „Gorącego czwartku” zebrano na jego pierwszym wydawnictwie, które sygnował tylko własnym nazwiskiem („Matika. Muzyka filmowa”; Polton;1995). Pisze również muzykę do spektakli teatralnych w reż. Jerzego Bielunasa i Michała Rosy, wystawianych w teatrach repertuarowych w Gdyni, Chorzowie, Opolu, Katowicach i Toruniu oraz do spektakli Teatru Telewizji (głównie w reż. Łukasza Wylężałka). W roku 2002, za muzykę do spektaklu „W 80 dni dookoła świata” (Teatr Rozrywki w Chorzowie; reż. Jerzy Bielunas) otrzymał „Złotą Maskę” – nagrodę za twórczość teatralną w Województwie Śląskim. Z całą rodziną nagrał dwa albumy kolędowe: „Kolędy Pospieszalskich” oraz „Najcieplejsze Święta”.
W lutym 2010 roku muzyk uzyskał nominację do nagrody polskiego przemysłu fonograficznego Fryderyka w kategorii: kompozytor roku.
W marcu 2015 roku podczas 36. Przeglądu Piosenki Aktorskiej (PPA) we Wrocławiu Decyzją Kapituły im. Aleksandra Bardiniego muzyk otrzymał specjalną nagrodę tego festiwalu – Tukan Kapituły i Dyplom Mistrzowski za wieloletni wybitny wkład w tworzenie spektakli muzycznych, nie tylko na Przeglądzie Piosenki Aktorskiej, za znakomitą muzykę, pisaną dla teatru i filmu, także za pracę producencką.

## Dyskografia

### Dyskografia solowa
- Matika (1995)
- Empe 3 (2008)
- Kolędy (2008)
- Pamiętnik z powstania warszawskiego (2009, do tekstów z Pamiętnika z powstania warszawskiego Mirona Białoszewskiego[6])
- Zimowa opowieść (2009)
- Tralala (2017) jako „Mateusz Pospieszalski Quintet”[7]
- Tam i Sam (2020)[8]
- Koncert w Fabryce (2021)
- Domysły rzeczywistości (2023)[9]

### W ramach Voo Voo
- Tytus, Romek i A’Tomek wśród złodziei marzeń
  - saksofony, wokal, aranżacje smyczków
  - Złodzieje marzeń – muzyka
- XX Cz.1
  - saksofony, instrumenty klawiszowe, harmonium, śpiew
  - Państwo się znudziło, Sej, Funfara – muzyka
- 21
- Tischner
  - saksofony (sopranowy, altowy, barytonowy), flecik, śpiew, produkcja muzyczna
  - muzyka w utworach Suplikacje, Tischner czyta Katechizm, Ironia

### W ramach Tie Break
- Tie Break
- retrospekcja. koncert. Kraków
- Poezje ks. Jana Twardowskiego
- Yanina: Portret wewnętrzny

### W ramach grupy Graal
- Live in Bohema Jazz Club
- Truskafki
- Darmozjad

### W zespole Stanisława Sojki
- Soykanova
- Acoustic
- Live

### Produkcja i kierownictwo
- Nick Cave i przyjaciele
  - W moich ramionach – aranżacje i kierownictwo muzyczne
- Kora
  - Ja pana w podróż zabiorę – kierownictwo muzyczne, aranżacje, akordeon, klarnet basowy, perkusja, saksofon, śpiew
- Justyna Steczkowska
  - Alkimja – kierownictwo muzyczne, aranżacje, śpiew, klarnet, shannai
- Zakopower
  - Musichal – produkcja, mix
    - Kiebyś Ty... – muzyka, programowanie, aranżacja
    - Poziom Adrenaliny – muzyka, instrumenty klawiszowe, aranżacja
    - Ballada o Józku – muzyka, instrumenty klawiszowe, instrumenty perkusyjne, aranżacja
    - Krapka Soli – instrumenty klawiszowe, aranżacja
    - Zol miłości – muzyka, instrumenty klawiszowe, aranżacja
    - Siadoj z nami – aranżacja
    - Milczenie Owiec – muzyka, instrumenty klawiszowe, instrumenty perkusyjne, aranżacja
    - Obidi Maju – muzyka, słowa, instrumenty klawiszowe, aranżacja
    - Kiedy se póde – instrumenty klawiszowe, instrumenty perkusyjne, aranżacja
    - Kac – muzyka, instrumenty klawiszowe, aranżacja
    - Ramala – muzyka, aranżacja

  - Na siedem – produkcja, kompozycje
    - Galop – muzyka
    - Tupany – muzyka
    - Czas nieuchronny – muzyka
    - Lu li la – muzyka
    - Zbuntowany anioł – muzyka
    - Braku stan – muzyka
    - Na siedem – muzyka
    - Nie bo nie – muzyka
    - Salomanga – muzyka
    - Ubiję usiekę – muzyka, słowa
    - Śpiący rycerze – muzyka

  - Zakopower koncertowo
  - Boso – produkcja, kompozycje
- Janusz Radek
  - Dziękuję za miłość – produkcja muzyczna
    - Dobro – muzyka
    - Sheila – muzyka

### Muzyka filmowa
- Na całość (1986) – Dramat kryminalny (saksofon)
- Film pod strasznym tytułem (1992) – Serial animowany (Muzyka) (odcinki: 1–2, 4, 10)
- Enak (1992) – Film fabularny (Wykonanie muzyki)
- Zaćmienie Piątego Słońca (1992) – Film dokumentalny (Wykonanie muzyki)
- Trąba Powietrzna (1993) – Film animowany (Muzyka)
- Balanga (1993) – reż. Łukasz Wylężałek – Film fabularny (Muzyka)
- Gorący czwartek (1993) – Film fabularny – telewizyjny (Muzyka)
- W Krainie Oz (1995) – Spektakl telewizyjny (Muzyka)
- Kobiety u grobu (1995) – Spektakl telewizyjny (Muzyka)
- My, ogniowe dzieci (1996) – Film dokumentalny (Muzyka, Wykonanie muzyki)
- Diabelskie Skrzypce (1996) – Film animowany (Muzyka)
- O smoku (1996) – Film animowany (Muzyka)
- Bajka o rybaku i rybce (1996) – Film animowany (Muzyka)
- Bajka o wilkach i człowieku (1996) – Film animowany (Muzyka)
- Bajka o Panu Twardowskim (1996) – Film animowany (Muzyka)
- Wilcek (1996) – Film animowany (Muzyka)
- Słodko gorzki (1996) – Film fabularny (Wykonanie muzyki, muzyka ilustracyjna; saksofon)
- Farba (1997) – Film fabularny (Muzyka, Wykonanie muzyki; instrumenty dęte i klawiszowe)
- Brat Cyprian (1997) – Film animowany (Muzyka)
- Darmozjad polski (1997) – Film fabularny (Wykonanie muzyki; klarnet basowy, akordeon. Obsada aktorska jako akordeonista na wycieczce do Warszawy)
- Kroniki domowe (1997) – Film fabularny (Wykonanie muzyki)
- Między śniegiem a siódmym niebem (1997) – Film animowany (Wykonanie muzyki)
- Mania czy Ania (1998) – Spektakl telewizyjny (Muzyka)
- Przytul mnie, mamo (1999) – Film dokumentalny (Muzyka)
- Odwrócona góra albo film pod strasznym tytułem (1999) – Film animowany (Wykonanie muzyki)
- Sezon na leszcza (2000) – reż. Bogusław Linda – Film fabularny (Muzyka, Dyrygent)
- Nie ma zmiłuj (2000) – Film fabularny (Wykonanie muzyki; saksofony, flet)
- Tytus (2002) – Film animowany (Piosenka: ZŁODZIEJE MARZEŃ – Muzyka, słowa, Wykonanie piosenki)
- Ballada o kozie (2004) – Film dokumentalny (Wykonanie muzyki)
- Dwanaście miesięcy (2004) – Film animowany (Wykonanie muzyki)
- Trzeci (2004) – Film fabularny (Współpraca muzyczna)
- Rozbity kamień (2005) – Film dokumentalny (Muzyka)
- Dzikuska (2005) – Spektakl telewizyjny (Muzyka, Wykonanie muzyki; instrumenty dęte, keyboard, fortepian)
- Zorka (2006) – Spektakl telewizyjny (Muzyka)
- Co słonko widziało (2006) – Film fabularny (Muzyka, Wykonanie muzyki; klarnet basowy, akordeon, śpiew, melodyka, saksofony, instrumenty klawiszowe)
- Jasne błękitne okna (2006) – Film fabularny (Wykonanie muzyki; saksofon, akordeon)
- Sztuczki (2007) – Film fabularny (Wykonanie muzyki; akordeon)
- Studnia (2008) – reż. Andrzej Gosieniecki – Film animowany (Muzyka)
- Blondynka (2009–2010) – Serial fabularny (Muzyka, Realizacja nagrań, Wykonanie muzyki; instrumenty klawiszowe, akordeon, flety, saksofon, klarnety)
- Wieluń. Polska Guernika (2009) – Film dokumentalny – fabularyzowany (Muzyka)
- Mój Biegun (2011) – Film fabularny – telewizyjny (Muzyka, Realizacja nagrań (Studio Pod Wilczą Górą), Wykonanie muzyki; wokal, instrumenty klawiszowe i perkusyjne, saksofon alt, akordeon, klarnety)
- Lista Pasażerów (2011) – Cykl dokumentalny (Muzyka)
- Nad życie (2012) – Film fabularny (Muzyka, Aranżacja, Realizacja nagrań (Studio „Pod Wilczą Górą”), Producent muzyczny, Wykonanie muzyki; śpiew, instrumenty klawiszowe, saksofon sopranowy, klarnet)
- Imagine (2012) – Film fabularny (Wykonanie muzyki; akordeon, saksofon barytonowy)

### Muzyka teatralna
- Szpieg (1991) – reż. Jerzy Matałowski
- Komediantka (1994) – reż. Juliusz Stańda
- Szewcy  (1997) – reż. Zbigniew Kasprzyk
- W 80 dni dookoła świata po stu latach (2000) – reż. Jerzy Bielunas
- Czy mogę stworzyć świat? (2001) – reż. Krystian Kobyłka
- Życie: trzy wersje (2003) – reż. Michał Rosa
- Księga dżungli (2006) – reż. Jerzy Bielunas
- Czarnoksiężnik z Krainy Oz (2007) – reż. Jerzy Bielunas
- Pamiętnik z powstania warszawskiego (2009) – reż. Jerzy Bielunas
- Opowieść zimowa (2009) – reż. Jarosław Kilian
- Kosmita (2010) – reż. Dariusz Wiktorowicz
- Wroniec (2010) – reż. Jerzy Bielunas
- Złota różdżka (2011) – reż. Jerzy Bielunas
- Piaskownica (2012) – reż. Jerzy Bielunas
- Białoszewski 44 (2014) – reż. Jerzy Bielunas
- Jak zostałam wiedźmą (2014, wykonanie muzyki) – reż. Agnieszka Glińska
- Głuptaska (2015) – reż. Jerzy Bielunas

### Gościnnie
- Dom pełen skarbów – instrumenty klawiszowe
- Pan Yapa i magiczna załoga
  - Smoczy twist – saksofon barytonowy
- Tribute to Eric Clapton
  - saksofon altowy w utworach After Midnight i Travelling East
- Maria Peszek miasto mania
  - akordeon, keyboard
- Świetliki Ogród koncentracyjny
- Wojciech Waglewski
  - Muzyka filmowa
- Karimski Club Herbert
- Honor jest wasz Solidarni
- Stół Pański „Gadające drzewo”
- Martyna Jakubowicz Kołysz mnie
- Martyna Jakubowicz Dziewczynka z pozytywką Edwarda
- Renata Przemyk Tylko kobieta
- Antonina Krzysztoń Kiedy przyjdzie dzień
- Justyna Steczkowska Dziewczyna szamana
- Justyna Steczkowska Sama
- Stashka Chcę kochać
- Remigiusz Szuman Opowieści Frontowe - saksofony

### Składanki
- Wśród nocnej ciszy...
  - Najkrótsza kolęda Mateusza Pospieszalskiego – śpiew